# Vieux-Thann
Pour les articles homonymes, voir Thann (homonymie).
Vieux-Thann (prononcé [vjø tan]  ; en alémanique Alt-Tann) est une commune française située dans l'aire d'attraction de Mulhouse et faisant partie de la collectivité européenne d'Alsace (circonscription administrative du Haut-Rhin), en région Grand Est.
Cette commune se trouve dans la région historique et culturelle d'Alsace.

## Géographie

### Localisation
Adossée à Thann, située à la sortie de la vallée de la Thur au niveau de son débouché sur la plaine d'Alsace par le cône de déjection de l'Ochsenfeld.
Le territoire communal repose sur le bassin houiller stéphanien sous-vosgien.
Le territoire de la commune est limitrophe de ceux de cinq communes :
| Thann    |                   | Steinbach |
|          | Vieux-Thann       | Cernay    |
| Leimbach | Aspach-Michelbach |           |

### Géologie et relief
Hydrogéologie et climatologie : Système d’information pour la gestion de l’Aquifère rhénan, par le BRGM :
Territoire communal : Occupation du sol (Corinne Land Cover); Cours d'eau (BD Carthage),
Géologie : Carte géologique; Coupes géologiques et techniques,
 Hydrogéologie : Masses d'eau souterraine; BD Lisa; Cartes piézométriques.

### Hydrographie

#### Réseau hydrographique
La commune est dans le bassin versant du Rhin au sein du bassin Rhin-Meuse. Elle est drainée par la Thur et le canal Thann-Cernay,,.
La Thur, d'une longueur de 53 km, prend sa source dans la commune de Wildenstein et se jette  dans l'Ill à Ensisheim, après avoir traversé 20 communes.

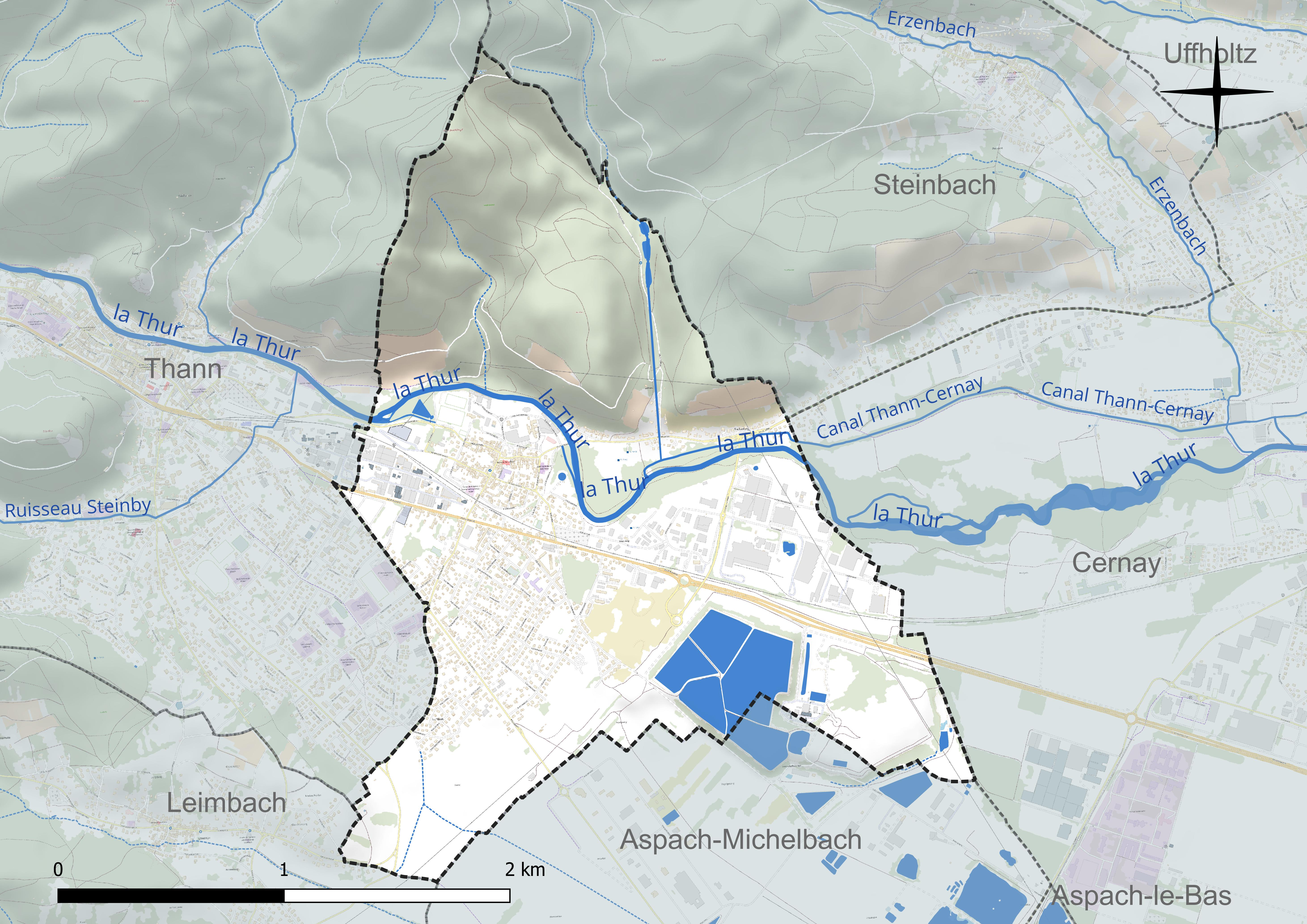
Réseau hydrographique de Vieux-Thann.

#### Gestion et qualité des eaux
Le territoire communal est couvert par le schéma d'aménagement et de gestion des eaux (SAGE) « Ill Nappe Rhin ». Ce document de planification concerne la nappe phréatique rhénane, les cours d'eau de la plaine d'Alsace et du piémont oriental du Sundgau, les canaux situés entre l'Ill et le Rhin et les zones humides de la plaine d'Alsace. Le périmètre s’étend sur 3 596 km2. Il a été approuvé le 17 janvier 2005. La structure porteuse de l'élaboration et de la mise en œuvre est la région Grand Est.
La qualité des cours d’eau peut être consultée sur un site dédié géré par les agences de l’eau et l’Agence française pour la biodiversité.

### Climat
Pour des articles plus généraux, voir Climat du Grand Est et Climat du Haut-Rhin.
En 2010, le climat de la commune est de type climat des marges montargnardes, selon une étude du Centre national de la recherche scientifique s'appuyant sur une série de données couvrant la période 1971-2000. En 2020, Météo-France publie une typologie des climats de la France métropolitaine dans laquelle la commune est exposée à un climat semi-continental et est dans la région climatique Vosges, caractérisée par une pluviométrie très élevée (1 500 à 2 000 mm/an) en toutes saisons et un hiver rude (moins de 1 °C).
Pour la période 1971-2000, la température annuelle moyenne est de 10,2 °C, avec une amplitude thermique annuelle de 17,4 °C. Le cumul annuel moyen de précipitations est de 952 mm, avec 10,3 jours de précipitations en janvier et 10,1 jours en juillet. Pour la période 1991-2020, la température moyenne annuelle observée sur la station météorologique de Météo-France la plus proche, « Bits.-lès-Thann », sur la commune de Bitschwiller-lès-Thann à 4 km à vol d'oiseau, est de 10,0 °C et le cumul annuel moyen de précipitations est de 1 309,4 mm. 
La température maximale relevée sur cette station est de 38,9 °C, atteinte le 7 août 2015 ; la température minimale est de −19,5 °C, atteinte le 12 janvier 1987,,.
| Mois                                  | jan.             | fév.          | mars           | avril         | mai           | juin          | jui.          | août           | sep.          | oct.          | nov.           | déc.            | année      |
| ------------------------------------- | ---------------- | ------------- | -------------- | ------------- | ------------- | ------------- | ------------- | -------------- | ------------- | ------------- | -------------- | --------------- | ---------- |
| Température minimale moyenne (°C)     | −1,6             | −1,7          | 0,4            | 3,2           | 7,2           | 10,3          | 12            | 11,7           | 8,5           | 5,6           | 1,8            | −0,7            | 4,7        |
| Température moyenne (°C)              | 1,6              | 2,4           | 5,9            | 9,5           | 13,5          | 17            | 18,8          | 18,5           | 14,6          | 10,5          | 5,4            | 2,3             | 10         |
| Température maximale moyenne (°C)     | 4,8              | 6,6           | 11,3           | 15,8          | 19,8          | 23,6          | 25,6          | 25,3           | 20,8          | 15,4          | 9              | 5,4             | 15,3       |
| Record de froid (°C) date du record   | −19,5 12.01.1987 | −18 06.02.12  | −18,1 01.03.05 | −7,1 11.04.03 | −2,2 05.05.11 | 0,3 03.06.06  | 3,2 03.07.11  | 1,5 30.08.1998 | −1 29.09.02   | −6,2 25.10.03 | −13,7 30.11.10 | −19,4 20.12.09  | −19,5 1987 |
| Record de chaleur (°C) date du record | 16,4 10.01.1991  | 20,8 25.02.21 | 26,6 31.03.21  | 29,8 30.04.05 | 33,5 25.05.09 | 36,9 30.06.19 | 38,2 24.07.19 | 38,9 07.08.15  | 33,2 15.09.20 | 29 07.10.09   | 22,7 02.11.20  | 20,5 16.12.1989 | 38,9 2015  |
| Précipitations (mm)                   | 149,8            | 121,1         | 110,9          | 78,1          | 97,8          | 91,2          | 88,8          | 89,4           | 82,4          | 115,2         | 113,4          | 171,3           | 1 309,4    |

| Diagramme climatique                                  |              |              |             |             |              |            |              |             |              |           |              |
| J                                                     | F            | M            | A           | M           | J            | J          | A            | S           | O            | N         | D            |
| 4,8−1,6149,8                                          | 6,6−1,7121,1 | 11,30,4110,9 | 15,83,278,1 | 19,87,297,8 | 23,610,391,2 | 25,61288,8 | 25,311,789,4 | 20,88,582,4 | 15,45,6115,2 | 91,8113,4 | 5,4−0,7171,3 |
| Moyennes : • Temp. maxi et mini °C • Précipitation mm |              |              |             |             |              |            |              |             |              |           |              |

Les paramètres climatiques de la commune ont été estimés pour le milieu du siècle (2041-2070) selon différents scénarios d'émission de gaz à effet de serre à partir des nouvelles projections climatiques de référence DRIAS-2020. Ils sont consultables sur un site dédié publié par Météo-France en novembre 2022.

## Urbanisme

### Typologie
Au 1er janvier 2024, Vieux-Thann est catégorisée petite ville, selon la nouvelle grille communale de densité à sept niveaux définie par l'Insee en 2022.
Elle appartient à l'unité urbaine de Thann-Cernay, une agglomération intra-départementale regroupant neuf  communes, dont elle est une commune de la banlieue,,. Par ailleurs la commune fait partie de l'aire d'attraction de Mulhouse, dont elle est une commune de la couronne,. Cette aire, qui regroupe 132 communes, est catégorisée dans les aires de 200 000 à moins de 700 000 habitants,.

### Occupation des sols
L'occupation des sols de la commune, telle qu'elle ressort de la base de données européenne d’occupation biophysique des sols Corine Land Cover (CLC), est marquée par l'importance des territoires artificialisés (48,2 % en 2018), en augmentation par rapport à 1990 (40,7 %). La répartition détaillée en 2018 est la suivante : 
forêts (32,2 %), zones urbanisées (25 %), zones industrielles ou commerciales et réseaux de communication (23,2 %), terres arables (15,6 %), zones agricoles hétérogènes (4 %). L'évolution de l’occupation des sols de la commune et de ses infrastructures peut être observée sur les différentes représentations cartographiques du territoire : la carte de Cassini (XVIIIe siècle), la carte d'état-major (1820-1866) et les cartes ou photos aériennes de l'IGN pour la période actuelle (1950 à aujourd'hui).

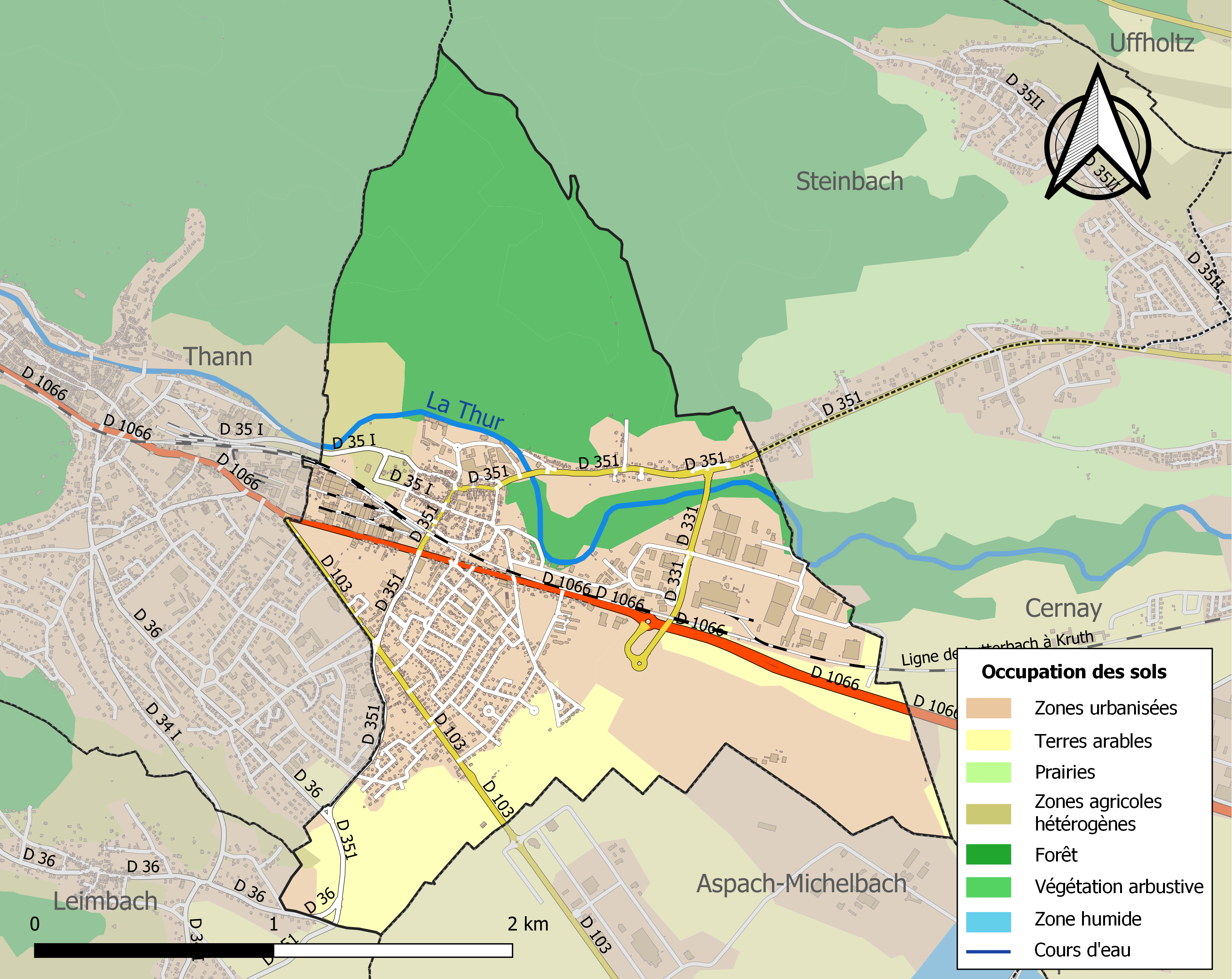
Carte des infrastructures et de l'occupation des sols de la commune en 2018 (CLC).

### Voies de communications et transports

#### Voies routières
- A36 surnommée La Comtoise : Échangeurs Mulhouse le Coteau, Pfastatt - Lutterbach - Mulhouse Dornach, Fontaine.
- A35 aussi appelée autoroute des cigognes ou l'Alsacienne : Échangeurs Sausheim, Ensisheim, Réguisheim.

#### Transports en commun
- Transports en Alsace.
- Fluo Grand Est.

#### Lignes SNCF

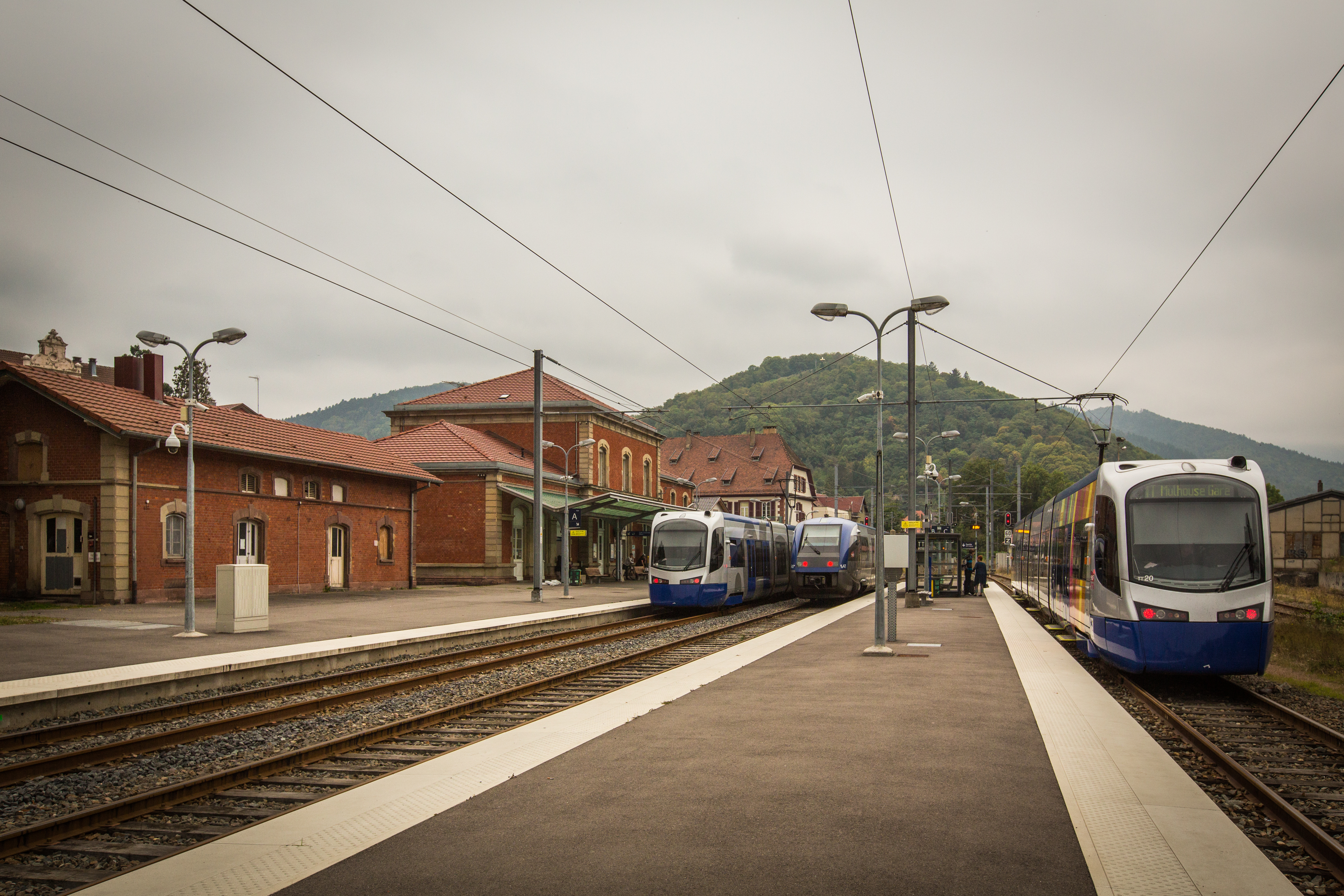
Gare de Thann.

- Gare de Thann.
- Gare de Vieux-Thann.
- Gare de Thann-Saint-Jacques.
- Gare de Cernay.
- Gare de Bitschwiller.

### Risques majeurs

#### Sismicité
Commune située dans une zone 3 de sismicité modérée.

## Histoire
La ville de Vieux-Thann a plus de 1 000 ans. Les premières première trace officielles de la commune remontent à 991. L'ancien nom de la localité est Dan qui par la suite a évolué en Thann.
Il apparait cependant que le territoire de la commune était déjà habité durant l'Antiquité. Des fouilles permettent de supposer que Thann était situé le long d'une route allant de la vallée du Rhône au Nord de la Gaule, durant l'époque Romaine.
Thann prend le nom de Vieux-Thann au cours du XIIIe siècle, après l’émergence de la localité voisine de Thann.
Vieux-Thann figure sur les cartes dès le Moyen Âge, notamment la première carte imprimée du Rhin supérieur éditée par Jean Schott à Strasbourg en 1520 et conservée à la bibliothèque humaniste, à Sélestat.
Le village fut affecté par plusieurs conflits, tels que la Guerre de Cent ans et la Guerre de Trente ans.
En 1808, une fabrique de produit chimique s'établit à Vieux-Thann. Par la suite, une un établissement de machines à tisser et filer à vapeur ouvre ses portes, en 1818, dans la commune.
Vieux-Thann est relié par le chemin de fer en 1839.

### La première guerre mondiale
Les habitants de la commune ont été évacués vers la vallée en 1915, en raison des combats et des destructions.
La commune a été décorée le 2 novembre 1921 de la croix de guerre 1914-1918.

## Politique et administration
| Période                                  | Période   | Identité                         | Étiquette | Qualité                                                          |
| ---------------------------------------- | --------- | -------------------------------- | --------- | ---------------------------------------------------------------- |
| Les données manquantes sont à compléter. |           |                                  |           |                                                                  |
| 1898                                     | 1910      | Émile Pienoz-Kachler             |           |                                                                  |
| 1910                                     | 1920      | Charles Zwingelstein             |           |                                                                  |
| 1920                                     | 1929      | Joseph Henry Specht-Pienoz       |           |                                                                  |
| 1929                                     | 1940      | André Fellmann                   |           |                                                                  |
| 1945                                     | 1945      | Sylvestre Kippelen               |           |                                                                  |
| 1945                                     | mai 1953  | Bernard Thierry-Mieg (1902-1988) | SE        | Ingénieur centralien et directeur d'usine                        |
| mai 1953                                 | mars 1971 | Marcel Kielwasser                |           |                                                                  |
| mars 1971                                | 1992      | Henri Burgunder (19??-2008)      |           |                                                                  |
| 1992                                     | mars 2001 | Jean-Pierre Meyer                |           |                                                                  |
| mars 2001                                | mars 2014 | Pierre Muller                    |           | Retraité                                                         |
| mars 2014                                | En cours  | Daniel Neff                      | UDI       | Retraité, ancien adjoint au maire Réélu pour le mandat 2020-2026 |

### Finances communales
En 2021, le budget de la commune était constitué ainsi :
- total des produits de fonctionnement : 3 281 000 €, soit 1 141 € par habitant ;
- total des charges de fonctionnement : 2 601 000 €, soit 904 € par habitant ;
- total des ressources d'investissement : 853 000 €, soit 297 € par habitant ;
- total des emplois d'investissement : 575 000 €, soit 200 € par habitant ;
- endettement : 1 048 000 €, soit 364 € par habitant.

Avec les taux de fiscalité suivants :
- taxe d'habitation : 6,84 % ;
- taxe foncière sur les propriétés bâties : 24,52 % ;
- taxe foncière sur les propriétés non bâties : 44,11 % ;
- taxe additionnelle à la taxe foncière sur les propriétés non bâties : 0,00 % ;
- cotisation foncière des entreprises : 0,00 %.

Chiffres clés Revenus et pauvreté des ménages en 2020 : médiane en 2020 du revenu disponible, par unité de consommation : 21 570 €.

### Intercommunalité
Commune membre de la Communauté de communes de Thann-Cernay .

### Jumelages
La commune est jumelée avec Rammersweier, ancienne commune allemande de l'arrondissement de l'Ortenau, dans le Bade-Wurtemberg, intégrée à la commune d'Offenbourg en 1972.
| Ville | Ville            | Pays | Pays      |
| ----- | ---------------- | ---- | --------- |
|       | Rammersweier (d) |      | Allemagne |

À Rammersweier
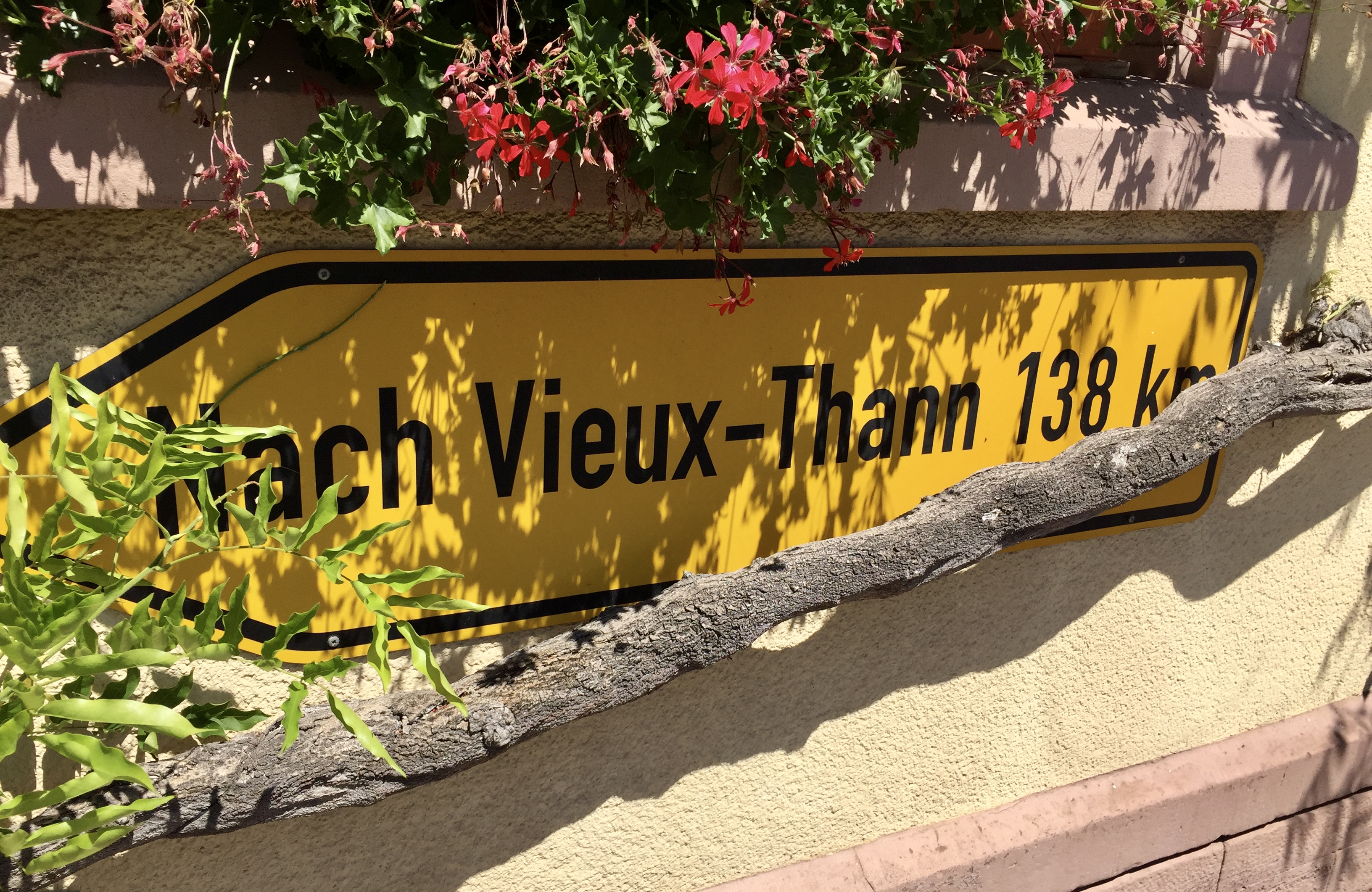
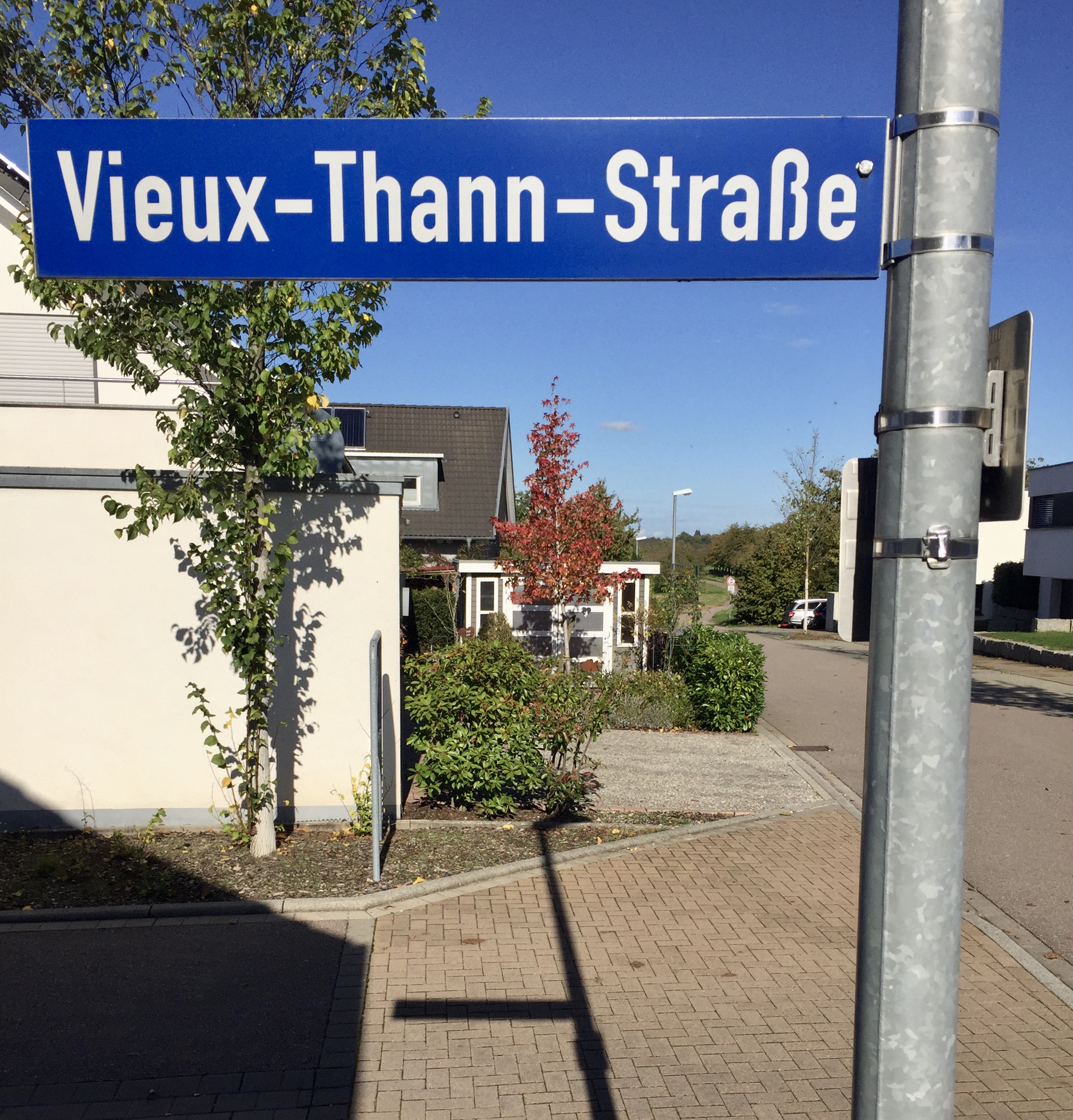

## Population et société

### Démographie
Ses habitants sont appelés les Vieux-Thannois et les Vieux-Thannoises.
L'évolution du nombre d'habitants est connue à travers les recensements de la population effectués dans la commune depuis 1793. Pour les communes de moins de 10 000 habitants, une enquête de recensement portant sur toute la population est réalisée tous les cinq ans, les populations de référence des années intermédiaires étant quant à elles estimées par interpolation ou extrapolation. Pour la commune, le premier recensement exhaustif entrant dans le cadre du nouveau dispositif a été réalisé en 2006.

En 2022, la commune comptait 2 874 habitants, en évolution de +0,6 % par rapport à 2016 (Haut-Rhin : +0,66 %, France hors Mayotte : +2,11 %).
| 1793 | 1800 | 1806 | 1821 | 1831  | 1836  | 1841  | 1846  | 1851  |
| ---- | ---- | ---- | ---- | ----- | ----- | ----- | ----- | ----- |
| 496  | 430  | 515  | 715  | 1 159 | 1 255 | 1 463 | 1 441 | 1 481 |

| 1856  | 1861  | 1866  | 1871  | 1875  | 1880  | 1885  | 1890  | 1895  |
| ----- | ----- | ----- | ----- | ----- | ----- | ----- | ----- | ----- |
| 1 686 | 1 848 | 1 940 | 1 901 | 1 935 | 1 932 | 1 960 | 1 995 | 2 008 |

| 1900  | 1905  | 1910  | 1921  | 1926  | 1931  | 1936  | 1946  | 1954  |
| ----- | ----- | ----- | ----- | ----- | ----- | ----- | ----- | ----- |
| 2 140 | 2 318 | 2 128 | 1 634 | 1 962 | 2 067 | 2 086 | 1 673 | 2 413 |

| 1962  | 1968  | 1975  | 1982  | 1990  | 1999  | 2006  | 2011  | 2016  |
| ----- | ----- | ----- | ----- | ----- | ----- | ----- | ----- | ----- |
| 2 939 | 3 083 | 2 889 | 2 770 | 2 864 | 2 979 | 2 873 | 2 900 | 2 857 |

| 2021  | 2022  | - | - | - | - | - | - | - |
| ----- | ----- | - | - | - | - | - | - | - |
| 2 855 | 2 874 | - | - | - | - | - | - | - |

### Enseignement
Établissements d'enseignements:
- Écoles maternelles et primaires.
- Collèges à Thann, Cernay, Wittelsheim, Burnhaupt-le-Haut.
- Lycées à Thann, Cernay, Wittelsheim.

### Santé
Professionnels et établissements de santé :
- Médecins à Vieux-Thann, Aspach-le-Haut, Cernay, Uffholtz, Bitschwiller-lès-Thann.
- Pharmacies à Vieux-Thann, Cernay, Thann, Bitschwiller-lès-Thann, Sentheim, Burnhaupt-le-Haut, Staffelfelden, Staffelfelden.
- Hôpitaux à Cernay, Thann, Sentheim, Masevaux, Pfastatt, Guebwiller.

### Cultes
- Culte catholique, Communauté de paroisses Thann et Notre-Dame des Collines de La Thur[36], Diocèse de Strasbourg
- Culte protestant[37].
- Culte israélite à Thann[38].

## Économie

### Entreprises et commerces

#### Agriculture

Stèle dans le vignoble du Rangen.

Le village a tout d'abord été essentiellement tourné vers l'agriculture et la viticulture avec le développement du vignoble du Rangen, appellation qu'il partage avec la commune voisine de Thann.

#### Tourisme
- Hébergements et restauration à Thann, Steinbach, Cernay, Uffholtz, Wattwiller.

#### Commerces et services
- Commerces et services.
- Vieux-Thann développa une industrie textile prospère à partir du début du XIXe siècle[39], notamment grâce à la qualité des eaux de la Thur, rivière qui traverse la ville. Aujourd'hui, la manufacture textile a fermé.
- Les ateliers d'art de Vieux-Thann, fondés par Alphonse Rohmer ancien directeur des industries textiles Schaeffer à Vieux-Thann et Bernard Thierry-Mieg ancien Président de Schaeffer et ancien Maire de Vieux-Thann[40].

## Culture locale et patrimoine

### Lieux et monuments
Patrimoine religieux :
- Couvent de dominicaines[41].

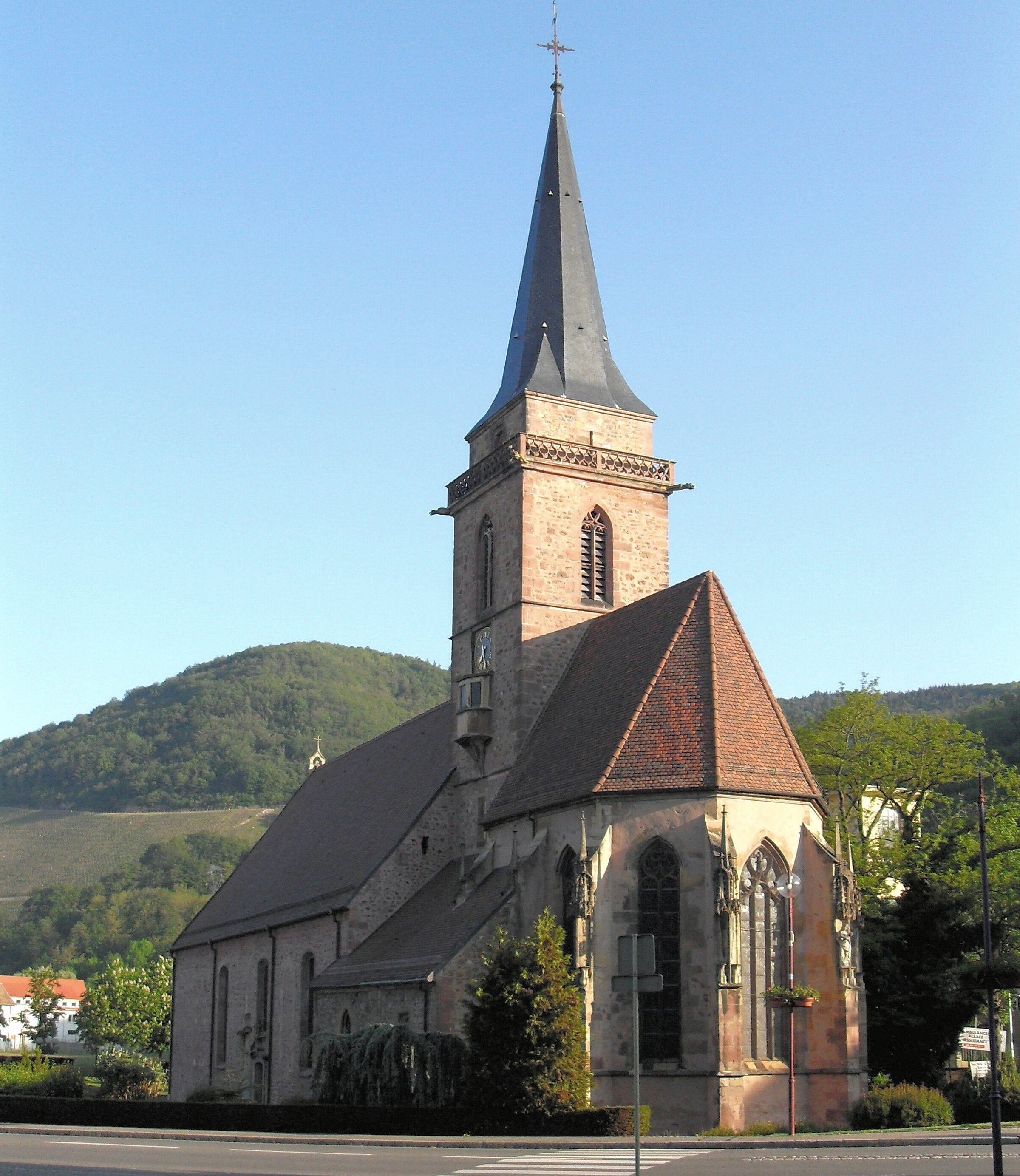
L'église Saint-Dominique.

Le clocher de l'église Sainte-Odile.

- Église paroissiale Notre-Dame, église mère de Thann (Dan), rebaptisée en 1823 Saint-Dominique[42],[43]. Son existence est attestée dès le Xe siècle, fondée par l'évêque de Strasbourg. L'édifice actuel comporte des vestiges du XIIe ou du début du XIIIe siècle (base de la tour et chapelle Saint-Michel). La nef est reconstruite à la fin du XIVe siècle (autel de la Sainte-Croix fondé par les ménétriers en 1399). Le chœur est construit début XVe (armoiries de Bourgogne sur vitrail axial mais sa voûte datée sans doute du milieu ou deuxième moitié du XVe siècle). Le rez-de-chaussée de la tour voûte est construit vers 1511. Le jubé est construit par Rémy Faesch en 1516. La restauration la plus importante est menée par J. B. Chassain en 1769 (nouvelles baies, remaniement intérieur de la nef)[43].

Elle contient notamment deux vitraux remarquables : celui de la baie axiale du chœur, dont la partie haute représente la Passion du Christ sous les armes d'Autriche, des Ferrette et de Bourgogne et celui de la Vierge ou de l'Arbre de Jessé (1466), un orgue,. L’église fut dès le haut Moyen Âge un lieu de pèlerinage marial important. Plusieurs confréries y tenaient leur siège, tels les vignerons, les tisserands et surtout les ménétriers de Haute-Alsace, qui fêtaient chaque 14 septembre, avec faste, leur sainte patronne.
- Église Sainte-Odile[46],[47].
- Croix monumentale dite Bildstock[48].
- Croix de cimetière du XVIe siècle[49], et croix monumentale de 1793[50].

Patrimoine civil :
- Moulin à papier[51].
- Ancien château fort[52].
- Borne de 1629[53].
- Monuments commémoratifs[54].

### Personnalités liées à la commune
- Charles Édouard Amiot (1882-1952), maire d'Altkirch (1945-1952) et sénateur du Haut-Rhin (1946-1948), est né à Vieux-Thann.

### Héraldique
| Blason de Vieux-Thann | Blason  | D'argent au sapin arraché de sinople. Ornements extérieursCroix de guerre 1914-1918 |
| Blason de Vieux-Thann | Détails | Le statut officiel du blason reste à déterminer.                                    |